# Бердиловская
Бердиловская — деревня в Красноборском районе Архангельской области. Входит в состав Верхнеуфтюгского сельского поселения.

## География
Находится в юго-восточной части Архангельской области на расстоянии приблизительно 15 км на запад-юго-запад по прямой от административного центра поселения деревни Верхняя Уфтюга на правом берегу реки Уфтюга.

## История
Была отмечена еще в 1881 году как Бердилов Наволок.

## Население
Численность населения: 4 человека (русские 100 %) в 2002 году, 0 в 2010.